# Incidente del C-130 Hercules dell'Aeronautica militare marocchina del 2011
L'incidente del Lockheed C-130 Hercules della Reale aeronautica militare marocchina fu un incidente aereo, avvenuto il 26 luglio 2011, che vide lo schianto di un Hercules C-130 della Al-Quwwat al-Jawwiyya al-Malikiyya al-Maghribiyya, la forza aerea del Marocco. Tutte le 80 persone a bordo (60 militari, 11 civili e 9 membri dell'equipaggio) persero la vita nell'incidente; la maggior parte di loro erano parte delle Forze armate marocchine. Tre occupanti vennero estratti vivi dal relitto ma in seguito morirono per le ferite riportate.

## L'aereo
Il velivolo coinvolto era un Lockheed C-130H Hercules, marche CNA-OQ, numero di serie 4892. Volò per la prima volta nel 1982 ed era equipaggiato con 4 motori turboventola Allison T56-A-15.

## L'incidente
L'aereo coinvolto, un quadrimotore turboelica Lockheed C-130H Hercules con registrazione CNA-OQ, stava viaggiando dall'aeroporto di Dakhla nel Sahara occidentale alla Base aerea di Kenitra, con uno scalo programmato all'aeroporto di Guelmim.
Mentre si avvicinava all'aeroporto di Guelmim, l'Hercules si schiantò contro il monte Sayyert, a circa 10 chilometri a nord-est di Guelmin. All'epoca, nella zona imperversava maltempo con pioggia e fitta nebbia che limitava la visibilità.
Si tratta del peggior incidente aereo del 2011 e il peggiore disastro di un aereo militare nella storia del Marocco. Il re Mohammed VI annunciò tre giorni di lutto nazionale dopo l'incidente.